# 成田機場站
成田機場站（日语：／ Narita-kūkō eki */?）又称成田机场第一候机楼站（英語：Narita Airport Terminal 1），是位於日本千葉縣成田市三里塚御料牧場，屬於東日本旅客鐵道（JR東日本）與京成電鐵的鐵路車站。

## 概要
此站是成田國際機場（成田機場）的其中一個聯絡車站，直接連結成田機場第1候機樓。（JR東日本站區是JR直營站，並管轄機場第2大樓站。相反地，京成電鐵的車區是機場第2大樓站的被管理站。）
此站有JR東日本的成田線（機場支線）、京成電鐵的本線以及成田機場線（成田Sky Access線）停靠，雙方皆以此站為終點。但是JR、京成都是不擁有軌道的第二種鐵道事業者，擁有軌道的第三種鐵道事業者是成田機場高速鐵道。JR東日本成田線機場支線的車站編號是JO37，京成本線、成田機場線（成田Sky Access線）的車站編號共用KS42。
開業時的英語站名是，部分導覽和路線圖使用。自從2015年4月8日第3候機樓開業後，除部分導覽外，英文站名統一為。同样地，本站中文和韓文站名也加入了「第一候機樓」。站內有免費聯絡巴士往第2候機樓與第3候機樓。

## 歷史
現在的京成成田站 - 駒井野信號場 - 機場第2大樓站 - 成田機場站區間，在決定建設機場時，是規劃成京成電鐵的機場新線。京成電鐵規劃在現在的機場第2大樓站與本站位置建設「第2航站樓站」與「第1航站樓站」（暫稱），並在1969年11月7日取得機場新線執照。但是當時運輸省另規劃了連通成田機場的成田新幹線，新東京國際機場公團轉而反對京成興建直通旅客航廈的計畫。翌年1970年9月28日，京成先行取得京成成田站延伸段5.2公里區間的施工許可，但仍保留直通航廈的計畫。最後，機場公團否決京成直通航廈，於是京成改在距離航廈約1公里處設（初代）成田機場站，並在1971年3月25日取得延伸至（初代）成田機場站的施工許可。
但是，成田新幹線受到沿線的反對運動，工程難以進行，1986年宣布計畫取消。第1、第2航廈下方的新幹線路線與車站轉由在來線使用。1991年，JR東日本與京成電鐵的第二代成田機場站（本站）開業，翌年1992年機場第2大樓站開業。初代成田機場站改稱東成田站，路線命名為東成田線。
- 1991年（平成3年）3月19日 - 開業[2]。
- 2000年（平成12年） - 入選關東車站百選。
- 2001年（平成13年）11月18日 - JR東日本啟用IC卡「Suica」。
- 2007年（平成19年）3月18日 - 京成電鐵啟用IC卡「PASMO」。
- 2010年（平成22年）7月17日 - 成田機場線（成田Sky Access線）通車，本站京成本線大廳設置中間剪票口。新增車站編號KS42[3]。
- 2011年（平成23年）3月11日 - 東日本大震災。經京成本線的「City Liner」取消停靠本站（之後正式廢除）。之後，經本線停靠本站的收費列車僅剩「Morning Liner」與「Evening Liner」。
- 2024年2月6日，成田機場公司在會議上宣布，目前連接第一航廈的成田機場站將會在未來被廢除，並預計在第二航廈以南另建新的車站使用[4][5][6][7]。

## 車站構造
本站位於成田機場第1航廈的地下1樓，為地下車站。由於車站外就是成田國際機場，為了避免恐怖襲擊，通過剪票閘機後就是機場的保安檢查站，所有乘客及其行李均需接受檢查。但在2010年10月再國際化的羽田機場激烈競爭下，開始研擬廢除安檢機制。2015年3月30日，正式廢除車站旅客的安全檢查

### JR東日本
島式月台1面2線的車站。大廳有可兌換日本鐵路周遊券與提供外國遊客旅行服務的JR東日本訪日旅行中心（JR東日本集團VIEW Travel Service營運）。

#### 月台配置
| 月台 | 路線                     | 目的地                                                     |
| ---- | ------------------------ | ---------------------------------------------------------- |
| 1、2 | ■成田線、 總武線（快速） | 成田、佐倉、千葉、船橋、錦糸町、東京、新宿、澀谷、橫濱方向 |
| 1、2 | 成田特快                 | 成田、佐倉、千葉、船橋、錦糸町、東京、新宿、澀谷、橫濱方向 |

（來源：JR東日本:車站構內圖 （页面存档备份，存于））
- 原本JR車站不使用成田線的代表色（■）。而是使用直通的總武快速線代表色（■），但在2018年3月導入車站編號後，站名標色帶從藍色改成綠色。
- 原則上，1號月台停靠「成田特快」，2號線停靠一般列車。

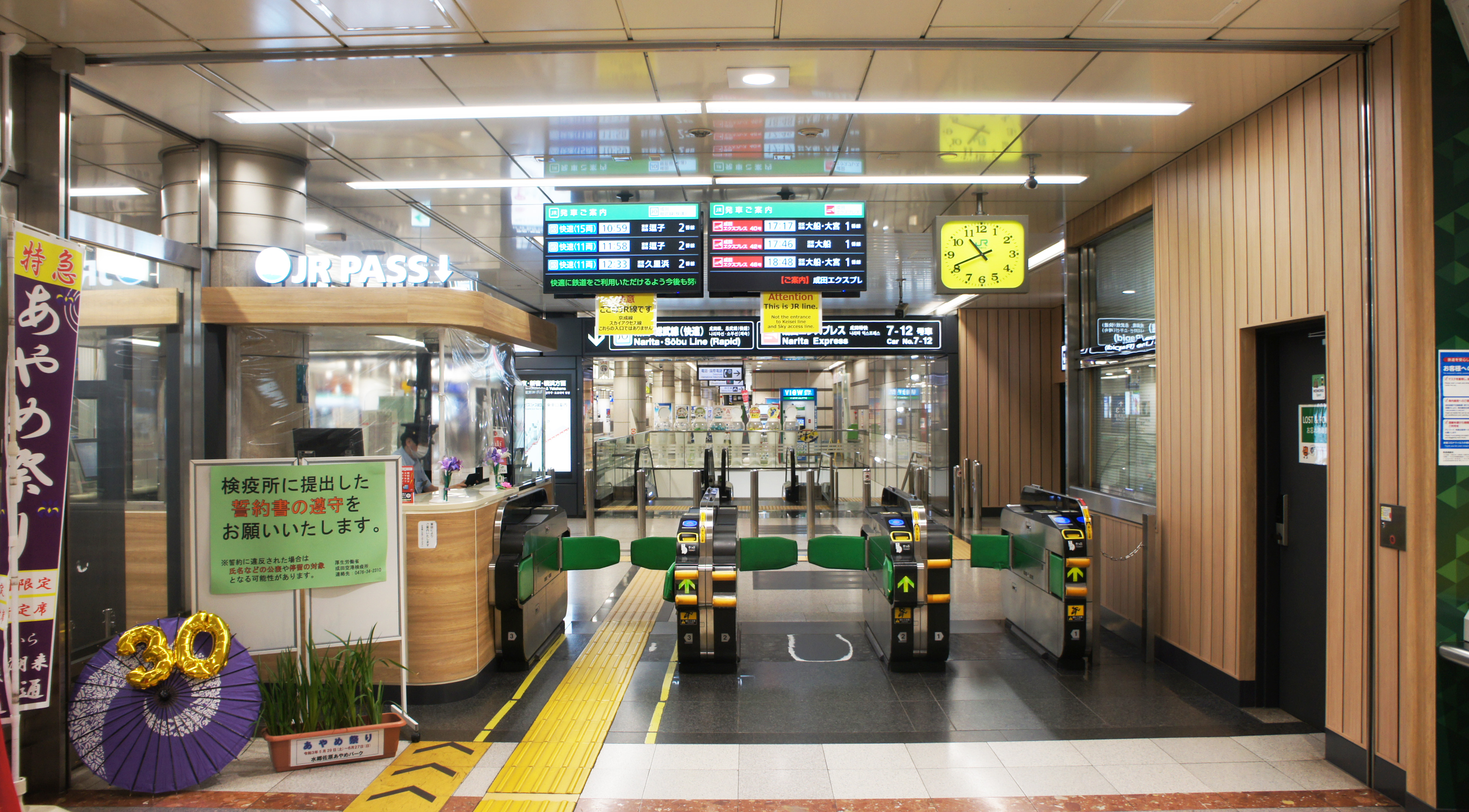
JR閘口（2021年5月）
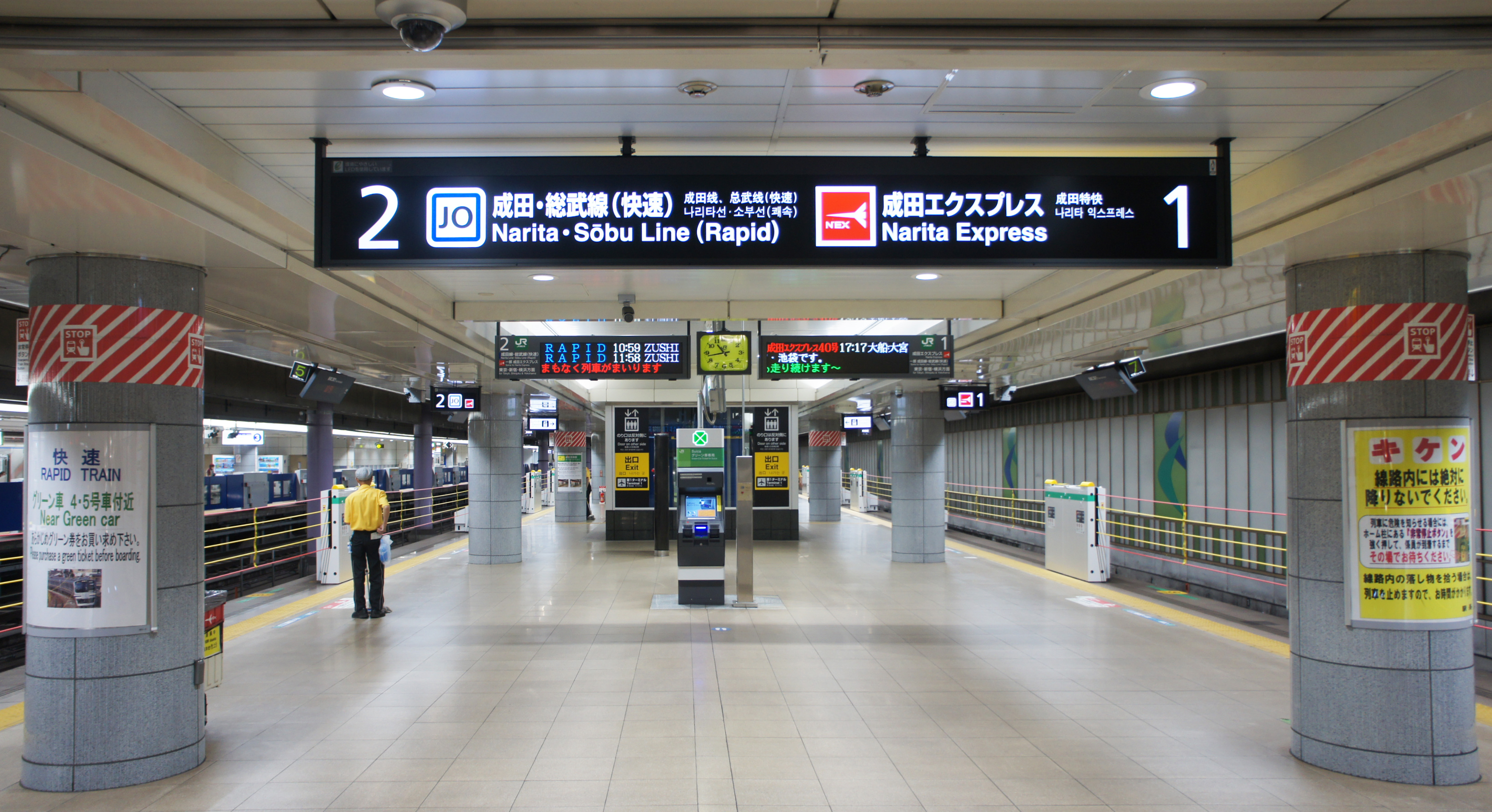
JR月台（2021年3月）

### 京成電鐵
島式月台與側式月台共2面5線的車站。大廳有提供外國遊客旅行服務的「SKYLINER & KEISEI INFORMATION CENTER」（京成Travel Service）
配合成田機場線（成田Sky Access線）通車，京成線外側（北翼側）建設新站體，新設成田Sky Access線專用月台（新1號線）。本站線路擴增為京成3線、JR2線，共5線。改建工程完工後，京成線車站前後仍維持單線運行。
成田Sky Access線通車後，本站至京成高砂站之間形成兩條路線，車資的計算也有所差異，為了防止乘客誤乘，本站分成京成本線專用月台（上野方向，2、3號線月台）與成田Sky Access線專用月台（止衝擋側，4、5號線），京成本線大廳設有中間剪票口。

#### 月台配置
| 月台 | 路線                                        | 目的地                                                   |
| ---- | ------------------------------------------- | -------------------------------------------------------- |
| 1    | 成田Sky Access線 （一般電車（Access特急）） | 印旛日本醫大、日暮里、上野、押上、 淺草線、 京急本線方向 |
| 2、3 | 京成本線                                    | 成田、船橋、日暮里、上野、押上、 淺草線、 京急本線方向   |
| 4、5 | 成田Sky Access線 （「Skyliner」）           | 日暮里、上野方向                                         |

- 平日6時57分發車的Access特急在4號線發車。
- 京成本線有中間剪票口。

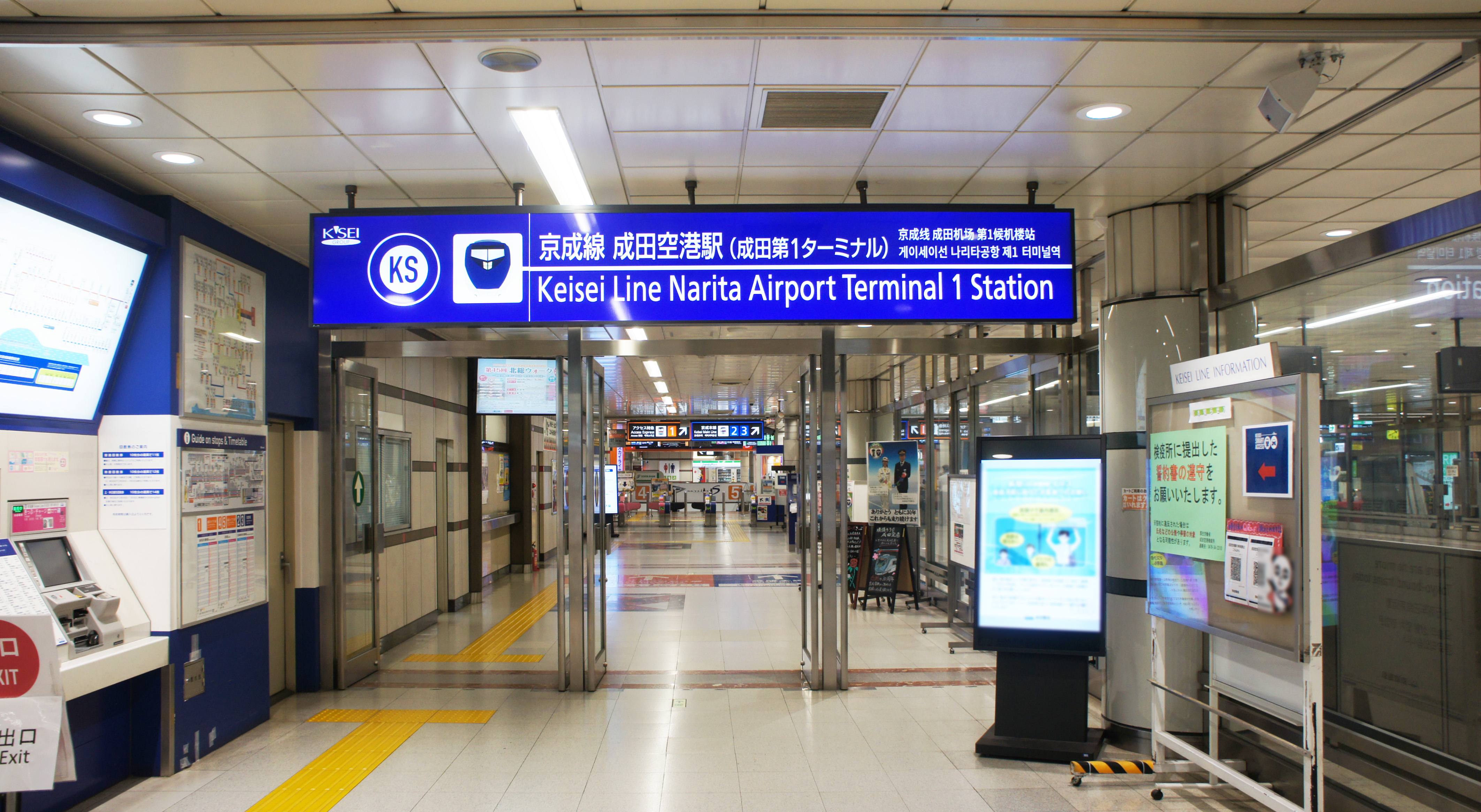
京成站出入口（2021年5月）
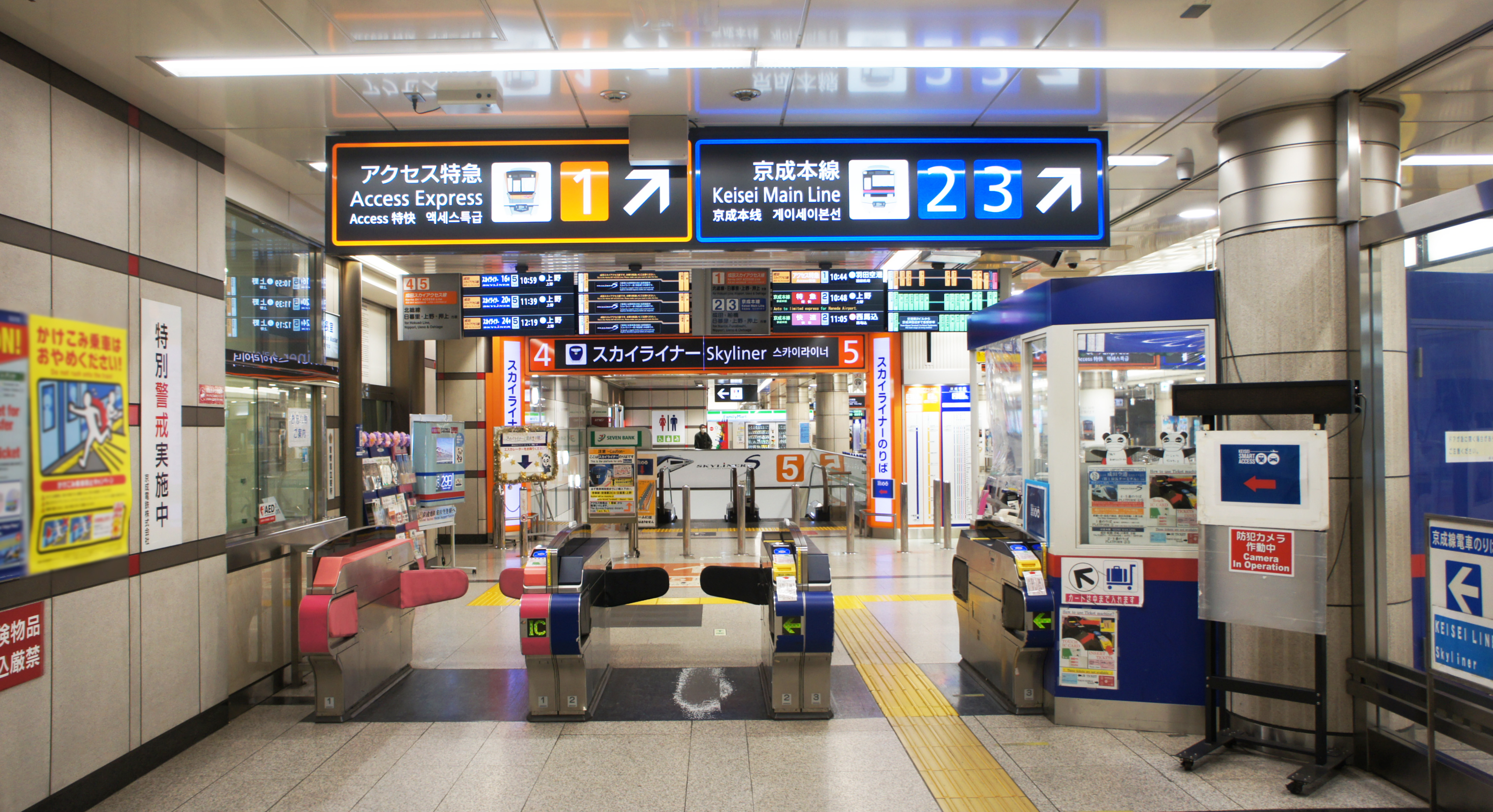
京成入口閘口（2021年5月）
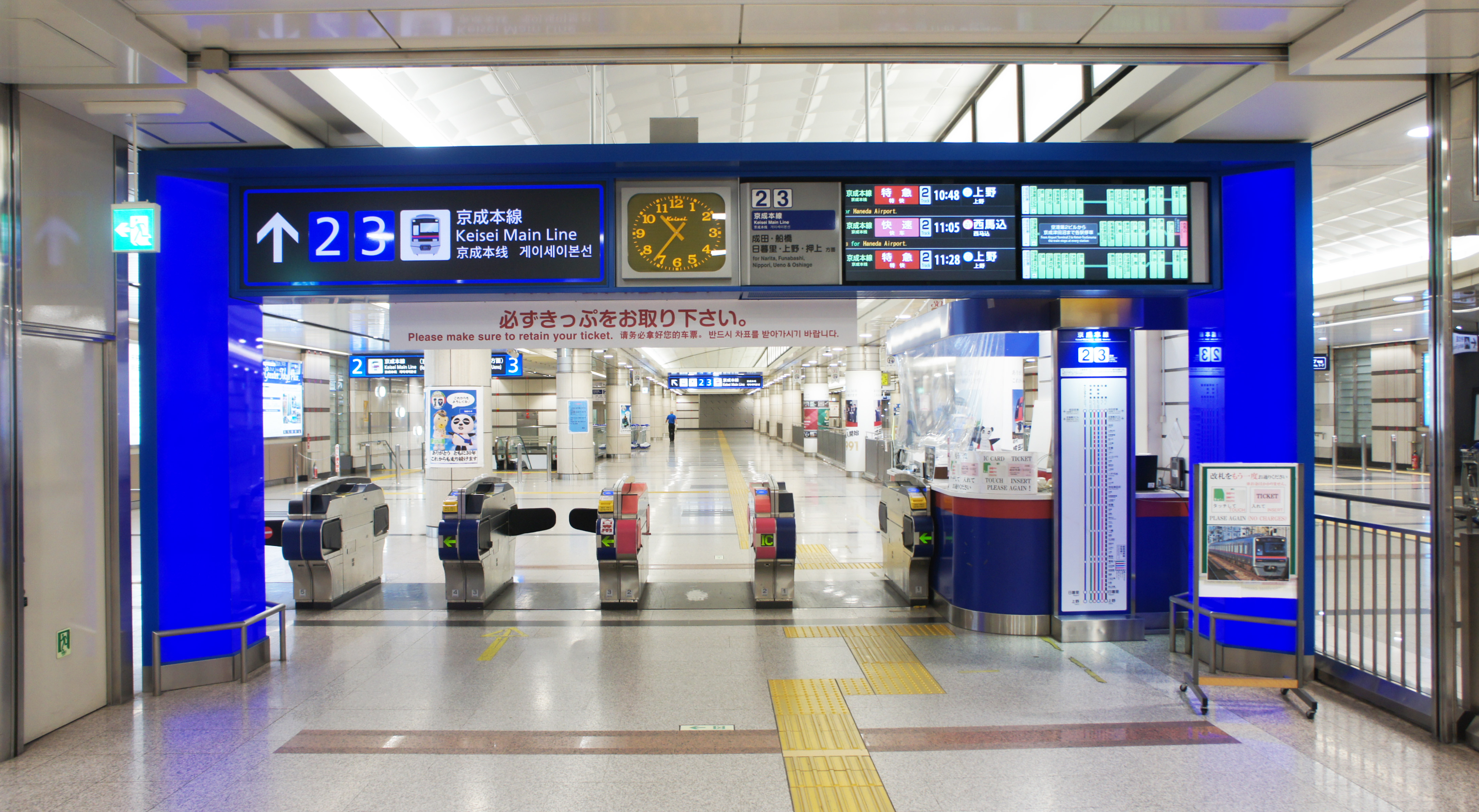
京成中間閘口（2021年5月）
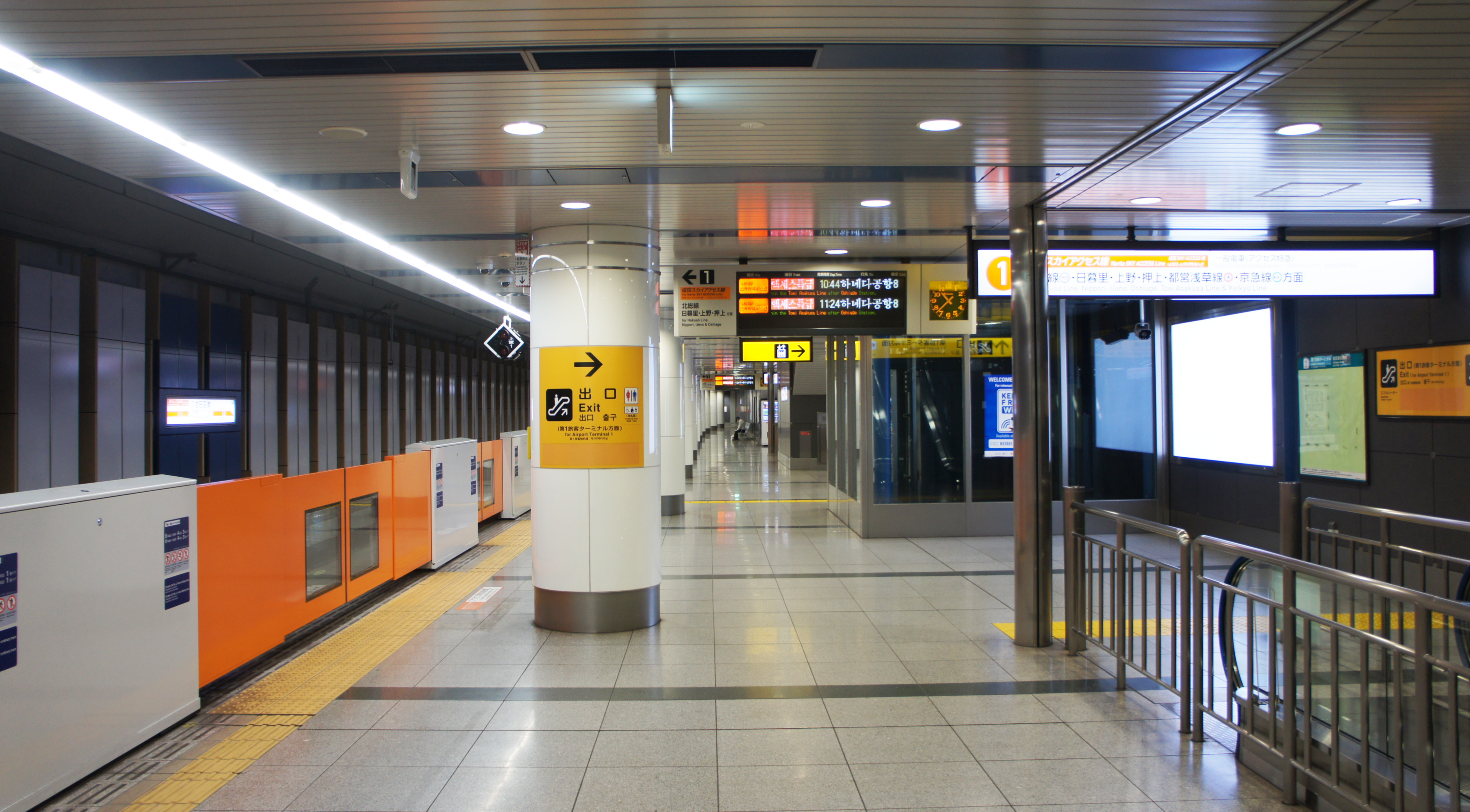
京成1號月台（2021年5月）
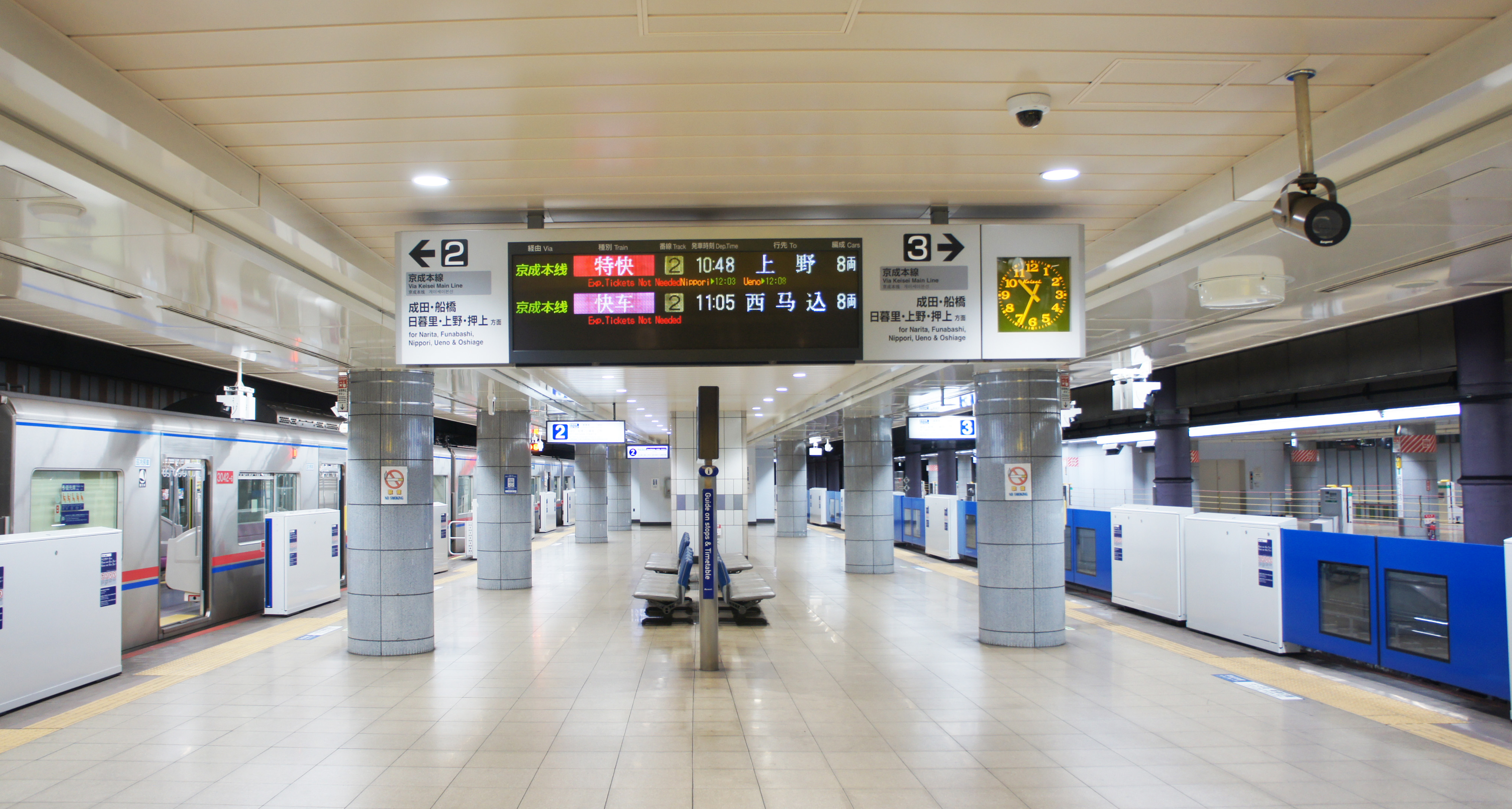
京成2、3號月台（2021年5月）
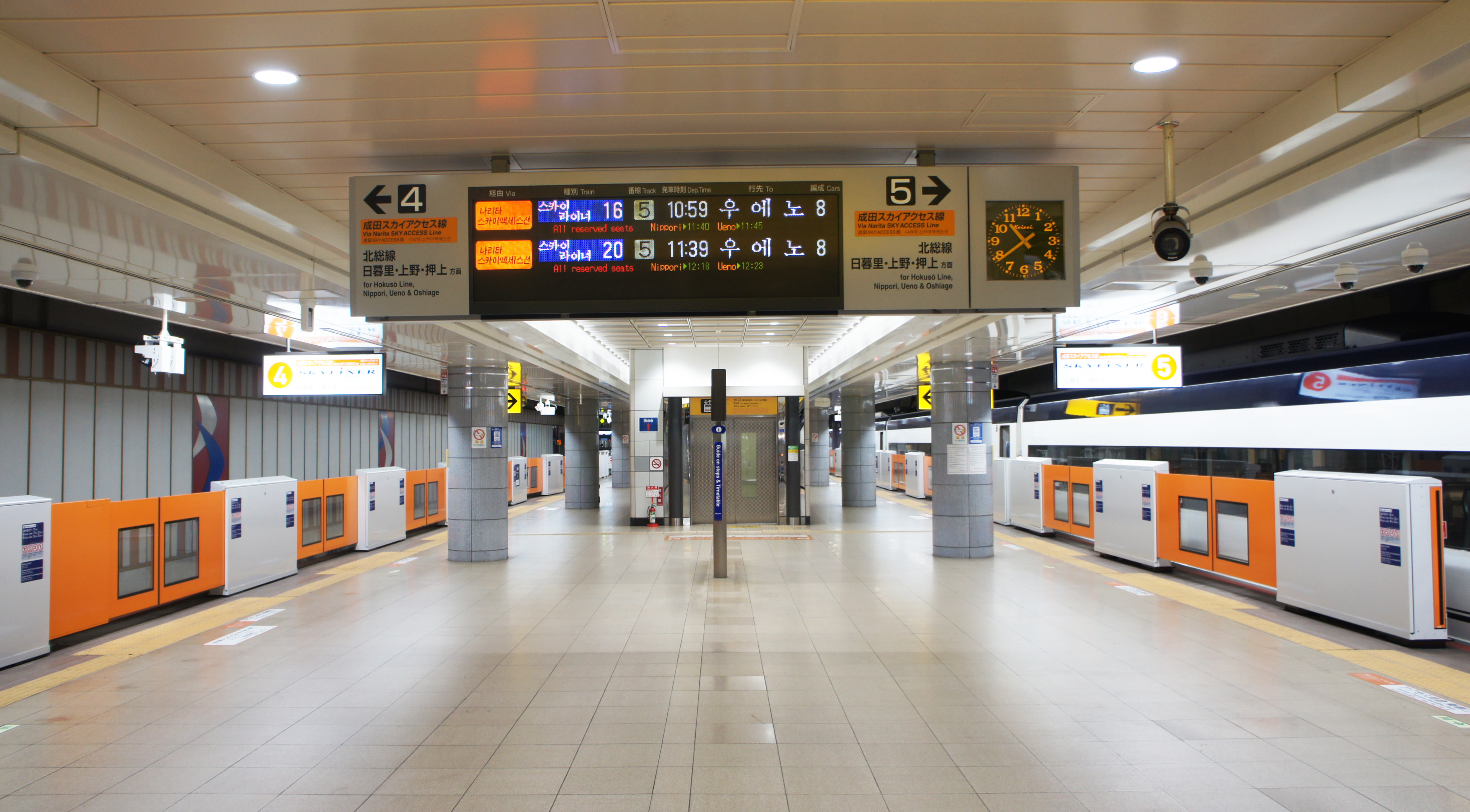
京成4、5號月台（2021年5月）

## 使用情況
- JR東日本 - 2019年度1日平均上車人次為7,248人[利用客数 1]。
- 京成電鐵 - 2019年度1日平均上下車人次為27,303人[利用客数 2]。京成線內69個車站當中排行第19位。

1992年12月6日第2客運大樓開業時，由於較多主要航空公司使用第2客運大樓，因此在第2客運大樓的機場第2大樓站上下車人次接近此站的2倍。後來，2006年6月2日第1客運大樓擴建後，天合聯盟與星空聯盟加盟航空公司回到第1客運大樓，客量再度增加。京成在2010年7月17日開設了成田Sky Access線運量後持續成長。
近年1日平均上下車人次變化如下（JR除外）。
| 年度               | 京成電鐵           | 京成電鐵 | 京成電鐵           | 京成電鐵   |
| 年度               | 京成本線           | 京成本線 | 成田機場線         | 成田機場線 |
| 年度               | 1日平均 上下車人次 | 增長率   | 1日平均 上下車人次 | 增長率     |
| ------------------ | ------------------ | -------- | ------------------ | ---------- |
| 2003年（平成15年） | 11,970             |          | 未 開 業           | 未 開 業   |
| 2004年（平成16年） | 13,246             | 10.7%    | 未 開 業           | 未 開 業   |
| 2005年（平成17年） | 13,564             | 2.4%     | 未 開 業           | 未 開 業   |
| 2006年（平成18年） | 19,105             | 40.9%    | 未 開 業           | 未 開 業   |
| 2007年（平成19年） | 19,772             | 3.5%     | 未 開 業           | 未 開 業   |
| 2008年（平成20年） | 20,304             | 2.7%     | 未 開 業           | 未 開 業   |
| 2009年（平成21年） | 20,386             | 0.4%     | 未 開 業           | 未 開 業   |
| 2010年（平成22年） | 16,850             | −17.3%   | 4,908              |            |
| 2011年（平成23年） | 13,423             | −20.3%   | 7,181              | 46.3%      |
| 2012年（平成24年） | 13,536             | 0.8%     | 8,698              | 21.1%      |
| 2013年（平成25年） | 13,553             | 0.1%     | 9,342              | 7.4%       |
| 2014年（平成26年） | 12,672             | −6.5%    | 8,760              | −6.2%      |
| 2015年（平成27年） | 12,965             | 2.3%     | 9,701              | 10.7%      |
| 2016年（平成28年） | 13,394             | 3.3%     | 10,453             | 7.8%       |
| 2017年（平成29年） | 13,682             | 2.2%     | 11,155             | 6.7%       |
| 2018年（平成30年） | 14,395             | 5.2%     | 12,605             | 13.0%      |

### 各年度1日平均上車人次
開業以後1日平均上車人次推移如下表。
| 年度               | JR東日本 | 京成電鐵 | 來源              |
| ------------------ | -------- | -------- | ----------------- |
| 1990年（平成02年） | 6,648    | 8,596    | [ 千葉県統計 1 ]  |
| 1991年（平成03年） | 6,496    | 10,094   | [ 千葉県統計 2 ]  |
| 1992年（平成04年） | 6,008    | 9,871    | [ 千葉県統計 3 ]  |
| 1993年（平成05年） | 3,885    | 6,145    | [ 千葉県統計 4 ]  |
| 1994年（平成06年） | 3,993    | 5,765    | [ 千葉県統計 5 ]  |
| 1995年（平成07年） | 4,141    | 5,927    | [ 千葉県統計 6 ]  |
| 1996年（平成08年） | 4,250    | 6,319    | [ 千葉県統計 7 ]  |
| 1997年（平成09年） | 4,144    | 6,204    | [ 千葉県統計 8 ]  |
| 1998年（平成10年） | 3,969    | 5,947    | [ 千葉県統計 9 ]  |
| 1999年（平成11年） | 3,623    | 5,983    | [ 千葉県統計 10 ] |
| 2000年（平成12年） | 3,668    | 6,118    | [ 千葉県統計 11 ] |
| 2001年（平成13年） | 3,236    | 5,761    | [ 千葉県統計 12 ] |
| 2002年（平成14年） | 3,342    | 5,849    | [ 千葉県統計 13 ] |
| 2003年（平成15年） | 3,094    | 5,647    | [ 千葉県統計 14 ] |
| 2004年（平成16年） | 3,564    | 6,293    | [ 千葉県統計 15 ] |
| 2005年（平成17年） | 3,699    | 6,426    | [ 千葉県統計 16 ] |
| 2006年（平成18年） | 5,411    | 9,367    | [ 千葉県統計 17 ] |
| 2007年（平成19年） | 5,734    | 9,729    | [ 千葉県統計 18 ] |
| 2008年（平成20年） | 5,660    | 10,016   | [ 千葉県統計 19 ] |
| 2009年（平成21年） | 5,546    | 10,051   | [ 千葉県統計 20 ] |
| 2010年（平成22年） | 5,844    | 11,488   | [ 千葉県統計 21 ] |
| 2011年（平成23年） | 5,061    | 9,977    | [ 千葉県統計 22 ] |
| 2012年（平成24年） | 6,042    | 10,644   | [ 千葉県統計 23 ] |
| 2013年（平成25年） | 6,586    | 10,924   | [ 千葉県統計 24 ] |
| 2014年（平成26年） | 6,948    | 10,188   | [ 千葉県統計 25 ] |
| 2015年（平成27年） | 6,739    | 10,898   | [ 千葉県統計 26 ] |
| 2016年（平成28年） | 6,952    | 11,466   | [ 千葉県統計 27 ] |
| 2017年（平成29年） | 7,240    | 11,951   | [ 千葉県統計 28 ] |
| 2018年（平成30年） | 7,622    | 12,890   |                   |
| 2019年（令和元年） | 7,248    | 13,162   |                   |

備註
1. ↑  2010年7月17日開業。開業日至翌年3月31日為止共計258日間的統計資料。
2. 1 2  1991年3月19日開業。開業日至同年3月31日為止共計13日間的統計資料。

## 相鄰車站
東日本旅客鐵道
■成田線
- 特急「成田特快」到發站

■通勤快速、■快速、■普通（各站停車）
機場第2候機樓（JO 36）－成田機場（JO 37）
 京成電鐵
 本線
- ■「Morning Liner」始發站、■「Evening Liner」終到站

■快速特急、■特急、■通勤特急、■快速、■普通
機場第2候機樓（KS41）－成田機場（KS42）
 成田機場線（成田Sky Access線）
- ■「Skyliner」到發站

■Access特急
機場第2候機樓（KS41）－成田機場（KS42）
※京成的機場第2大樓站－成田機場站之間視為本線與成田機場線的重複路段。

### 使用情況
JR、私鐵1日平均使用人數
1. ↑  各駅の乗車人員 （页面存档备份，存于） - JR東日本
2. ↑  駅別乗降人員（一日平均）PDF - 京成電鉄

JR東日本2000年度以後的上車人次
1. ↑  各駅の乗車人員（2000年度） （页面存档备份，存于） - JR東日本
2. ↑  各駅の乗車人員（2001年度） （页面存档备份，存于） - JR東日本
3. ↑  各駅の乗車人員（2002年度） （页面存档备份，存于） - JR東日本
4. ↑  各駅の乗車人員（2003年度） （页面存档备份，存于） - JR東日本
5. ↑  各駅の乗車人員（2004年度） （页面存档备份，存于） - JR東日本
6. ↑  各駅の乗車人員（2005年度） （页面存档备份，存于） - JR東日本
7. ↑  各駅の乗車人員（2006年度） （页面存档备份，存于） - JR東日本
8. ↑  各駅の乗車人員（2007年度） （页面存档备份，存于） - JR東日本
9. ↑  各駅の乗車人員（2008年度） （页面存档备份，存于） - JR東日本
10. ↑  各駅の乗車人員（2009年度） （页面存档备份，存于） - JR東日本
11. ↑  各駅の乗車人員（2010年度） （页面存档备份，存于） - JR東日本
12. ↑  各駅の乗車人員（2011年度） （页面存档备份，存于） - JR東日本
13. ↑  各駅の乗車人員（2012年度） （页面存档备份，存于） - JR東日本
14. ↑  各駅の乗車人員（2013年度） （页面存档备份，存于） - JR東日本
15. ↑  各駅の乗車人員（2014年度） （页面存档备份，存于） - JR東日本
16. ↑  各駅の乗車人員（2015年度） （页面存档备份，存于） - JR東日本
17. ↑  各駅の乗車人員（2016年度） （页面存档备份，存于） - JR東日本
18. ↑  各駅の乗車人員（2017年度） （页面存档备份，存于） - JR東日本
19. ↑  各駅の乗車人員（2018年度） （页面存档备份，存于） - JR東日本
20. ↑  各駅の乗車人員（2019年度） （页面存档备份，存于） - JR東日本

JR、私鐵統計資料
1. ↑  各種報告書 （页面存档备份，存于） - 関東交通広告協議会
2. ↑  .   [2018-10-29]. （原始内容存档于2020-04-11）.

千葉縣統計年鑑
1. ↑  .   [2018-10-29]. （原始内容存档于2020-01-08）.
2. ↑  .   [2018-10-29]. （原始内容存档于2020-01-08）.
3. ↑  .   [2018-10-29]. （原始内容存档于2020-01-08）.
4. ↑  .   [2018-10-29]. （原始内容存档于2020-01-08）.
5. ↑  .   [2018-10-29]. （原始内容存档于2020-01-08）.
6. ↑  .   [2018-10-29]. （原始内容存档于2020-01-08）.
7. ↑  .   [2018-10-29]. （原始内容存档于2020-01-08）.
8. ↑  .   [2018-10-29]. （原始内容存档于2020-01-08）.
9. ↑  .   [2018-10-29]. （原始内容存档于2020-01-08）.
10. ↑  .   [2018-10-29]. （原始内容存档于2017-09-30）.
11. ↑  .   [2018-10-29]. （原始内容存档于2017-09-30）.
12. ↑  .   [2018-10-29]. （原始内容存档于2017-09-30）.
13. ↑  .   [2018-10-29]. （原始内容存档于2017-09-30）.
14. ↑  .   [2018-10-29]. （原始内容存档于2017-09-30）.
15. ↑  .   [2018-10-29]. （原始内容存档于2017-09-30）.
16. ↑  .   [2018-10-29]. （原始内容存档于2020-01-08）.
17. ↑  .   [2018-10-29]. （原始内容存档于2020-01-08）.
18. ↑  .   [2018-10-29]. （原始内容存档于2020-01-08）.
19. ↑  .   [2018-10-29]. （原始内容存档于2017-08-30）.
20. ↑  .   [2018-10-29]. （原始内容存档于2017-08-30）.
21. ↑  .   [2018-10-29]. （原始内容存档于2017-08-30）.
22. ↑  .   [2018-10-29]. （原始内容存档于2017-08-30）.
23. ↑  .   [2018-10-29]. （原始内容存档于2017-08-30）.
24. ↑  .   [2018-10-29]. （原始内容存档于2017-08-11）.
25. ↑  .   [2018-10-29]. （原始内容存档于2017-08-11）.
26. ↑  .   [2018-10-29]. （原始内容存档于2017-08-11）.
27. ↑  .   [2018-10-29]. （原始内容存档于2020-04-24）.
28. ↑  .   [2019-10-16]. （原始内容存档于2020-04-24）.

## 外部連結
- 車站資訊（成田機場）：東日本旅客鐵道
- 成田機場｜電車與車站資訊｜京成電鐵
- 成田機場站／車站構內地圖 | 成田機場Access Guide | Skyliner／成田機場Access | 京成電鐵 （页面存档备份，存于）
- 成田機場站PDF - 京成電鐵